# Absteckvisier
Das Absteckvisier, auch Vorsteck- oder Anschnallbart, Feldbart, ist eine Schutzwaffe aus Europa.

## Beschreibung
Das Absteckvisier besteht aus Stahl. Es dient als Schutz des Gesichts des Trägers. Es wurde an Helmen eingesetzt, die kein fest angebautes Visier besaßen, z. B. offene Sturmhauben. Es wurde mit der Hilfe von arretierbaren Stiften am Helm festgesteckt. Dazu waren am Helm kleine Röhrchen angebracht, die sich auf beiden Helmhälften befanden. Diese Röhrchen nahmen die Befestigungsstifte auf und verbanden so Visier und Helm. Diese Befestigungsstellen erwecken den Eindruck eines Scharnieres. Manche Visiere dieser Art bestanden aus mehreren Stücken und waren mit kleinen Haken am Helm befestigt. So konnte man einen oder mehrere Teile des Visieres abnehmen.